# Henri-Pierre Picou

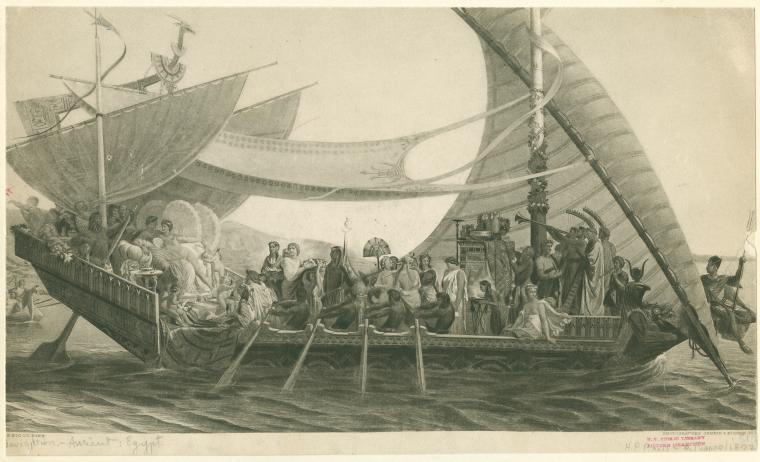
Una impresión en blanco y negro de Cleopatra y Antonio en el Cidno.

Henri-Pierre Picou (Nantes, 27 de febrero de 1824 – 17 de julio de 1895) fue un pintor francés. Su obra comenzó con retratos y temas históricos clásicos, pero luego pasó a temas alegóricos y mitológicos.
Fue un pintor académico y uno de los fundadores de la escuela Neogriega, junto con sus amigos Gustave Boulanger, Jean-Léon Gérôme y Jean-Louis Hamon, también pintores académicos. Todos ellos estudiaron en los talleres de Paul Delaroche y más tarde en el de Charles Gleyre. El estilo de Picou estuvo muy influenciado por Gleyre. Mientras que el resto del grupo generalmente pintó temas clásicos y mitológicos, Picou también recibió encargos para realizar grandes frescos religiosos de muchas iglesias, como en la parisina iglesia San Roque.

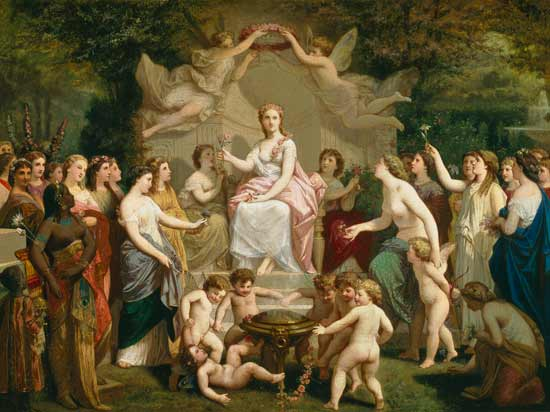
La Alegoría de la primavera de Picou, pintada en 1871, ahora se encuentra en el Museo Nacional del Bargello.

Su debut artístico fue en el Salón en 1847. Al año siguiente obtuvo una medalla de segunda clase por su pintura, Cleopatra  Antonio en el Cidno. También conocida como Cleopatra en el Cidno, es comúnmente considerada como la obra maestra de Picou. Esta exposición en el Salón en 1848 fue comentada por el crítico Théophile Gautier, quien consideró que el tema era demasiado ambicioso, pero también dijo que "tal como es, da la mejor esperanza para el futuro del joven artista, y se puede clasificar entre las siete u ocho pinturas más importantes del Salón ". En 1875, la pintura se exhibió en Nueva York, y luego estuvo expuesta en las paredes de una galería de arte privada en San Francisco.

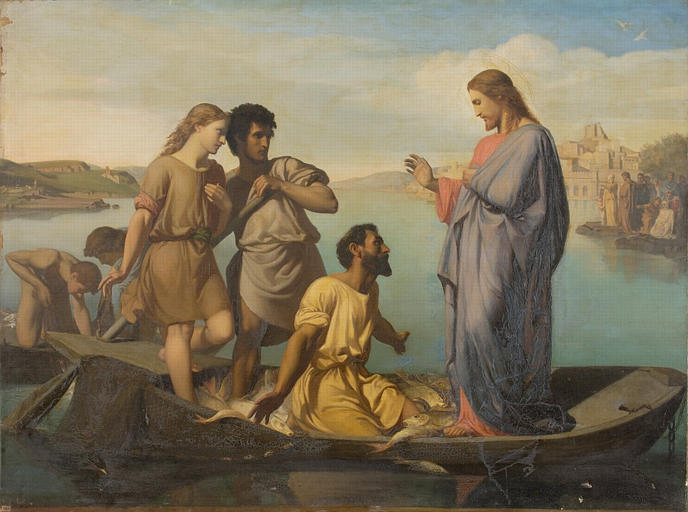
La Pesca Milagrosa.

Picou mantuvo un gran taller en París en el Bulevar de Magenta, que le proporcionaba espacio para trabajar en sus  frescos. Su popularidad continuó aumentando y ganó el Segundo Premio de Roma en 1853 por su pintura, Jesús echando a los vendedores del Templo (o Los vendedores del templo perseguidos), y otra medalla de segunda clase por su pintura exhibida en el Salón de 1857. Desde su debut en 1847, fue un habitual en el Salón, exhibiendo casi todos los años hasta su exposición final en 1893. Ha sido considerado el pintor más de moda hacia el final del Segundo Imperio francés.

## Otras lecturas
- «Tome XVIII» (en francés). Paris. 1 de enero de 1865. p. 351.
- Bénézit, E. Dictionnaire des peintres, sculpteurs, dessinateurs et graveurs, Gründ, 1999.
- Frimmmel, Lexikon de Weiner Gemälde-Sammign, 1 (1913) 112
- Du Camps, Maxim (1855). Les Beaux-Arts à l’Exposition Universelle de 1855 (en francés). Paris: Librairie Nouvelle. p. 233.
- Maillard, E. L'Art à Nantes, 1924.
- H. Marcel, La Peintures Français de XIX e's, 1905
- Mireur, Hippolyte. Dictionnaire des Ventes d'art, vol. 5, (1911)
- Schurr, Gerald (1975). Les Petits Maîtres de la Peinture Valeur de Demain 1820-1920 III. Paris: Éditions de l'Amateur.
- Thieme, Ulriche; Becker, Felix (1907). Allgemeines Lexikon der Bildenden Künstler von der Antike bis zur Gegenwart.
- «Lettre élégante». Archivado desde el original el 10 de julio de 2011.

- Datos: Q3130460
- Multimedia: Henri Pierre Picou / Q3130460